# 婆罗洲航空
婆罗洲航空，前身为「马航飛翼航空」（英語：MASwings），是马来西亚砂拉越州政府持有的一家国营航空公司，成立於2007年，以營運東馬的內陸航線為主。该航空公司早期是马来西亚航空的全资附属公司，直到2025年被砂拉越州政府收购。

## 经营
2025年2月12日，马来西亚航空将飞翼航空出售和转让给砂拉越州政府，整个转让程序预计将在年底完成，同时在整个过渡期内，飞翼航空将在其管辖范围内照常运营，不会中断航班时刻表。砂拉越总理阿邦佐哈理在签约仪式上宣布，在砂拉越政府成员和联邦政府部长，以及马来西亚航空董事总经理的见证下，双方已签署买卖协议，砂拉越政府正式收购飞翼航空后，将新航空公司命名为婆罗洲航空（AirBorneo）。阿邦佐哈里也表示，该收购行动强调了砂拉越作为优质旅游目的地的区域声望，并保证新航空公司将继续为砂拉越和沙巴服务不足的社区提供服务。

## 航點
- 納閩
- 山打根
- 古晉
- 亞庇
- 詩巫
- 民都魯
- 斗湖
- 美里

## 備註
1. ↑  早年常被誤譯成「马来西亚之翼航空」[3]

## 外部連結
- 馬航飛翼航空（英文）